# Psi2 Piscium
|  | No s'ha de confondre amb Psi Piscium. |

Psi² Piscium (ψ² Psc / 79 Piscium / HD 6695 / HR 328) és un estel a la constel·lació dels Peixos. Comparteix la denominació de Bayer «Psi» amb altres dos estels —ψ¹ Piscium i ψ3 Piscium—, però no està físicament relacionat amb ells. La seva magnitud aparent és +5,57 i s'hi troba a 161 anys llum del sistema solar.

## Característiques
Psi² Piscium és un estel blanc de tipus espectral A3V amb una temperatura superficial de 8.765 K. Les seves característiques físiques són similars a les de Denebola (β Leonis) o a les de Heze (ζ Virginis), si bé és menys lluminosa que aquestes. Tretze vegades més lluminosa que el Sol, el seu diàmetre és aproximadament el doble que el diàmetre solar. La seva massa és un 88% major que la del Sol i té una edat aproximada de 50 milions d'anys.
Quant a la seva composició química, Psi² Piscium té una relació oxigen/hidrogen menor que la del Sol [O/H] = -0,18, sent també inferior el seu contingut relatiu de ferro [Fe/H] = -0,12. Mostra un nivell de bari notablement més baix que el solar però el nivell de calci és més elevat que en el nostre estel.

## Companya estel·lar
Psi² Piscium presenta una elevada lluminositat en rajos X de 143,9 × 1020 W. Hom pensa que l'emissió de rajos X pot provenir d'una companya estel·lar, la separació de la qual amb l'estel principal és de 0,36 segons d'arc. La seva lluentor és 3,91 magnituds menor que la de Psi² Piscium.